# Lourdes

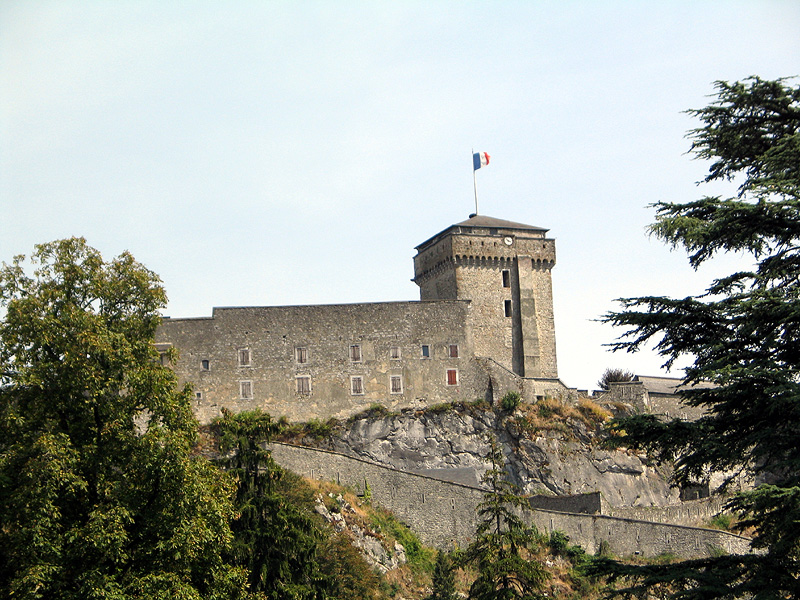
Lâu pháo đài Lourdes

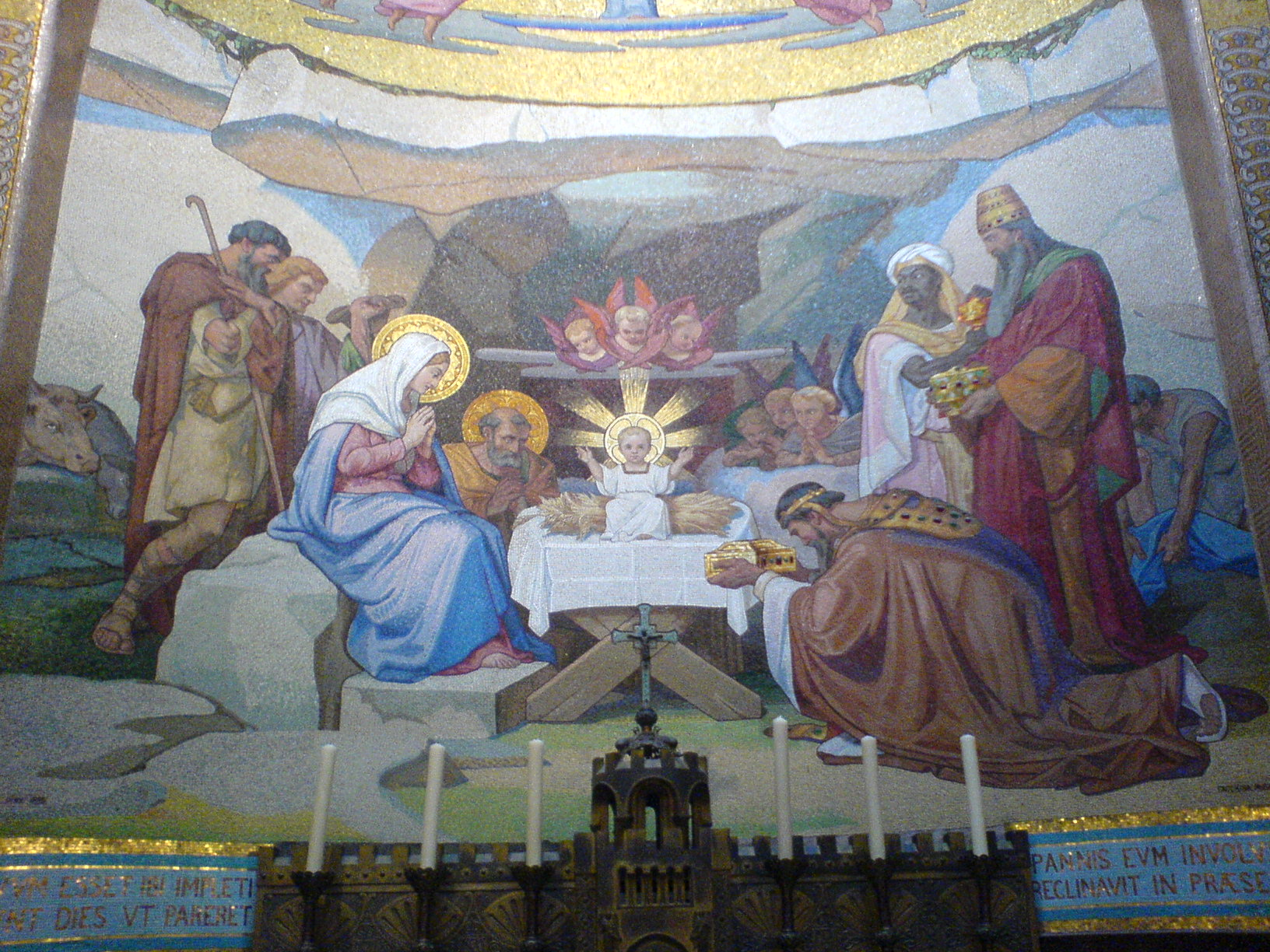
Tranh kiếng màu trong Vương cung thánh đường Mân Côi

Lourdes (tiếng Pháp: [luʀd]; Lorda trong phương ngữ Gascon của tiếng Occitan, cũng phiên âm tiếng Việt là Lộ Đức) là một thành phố trong vùng Occitanie, thuộc tỉnh Hautes-Pyrénées, miền tây nam nước Pháp. Lourdes nguyên là 1 thương trấn lớn với nét đặc trưng là một lâu pháo đài nổi lên giữa thành phố trên 1 dốc đá đứng. Năm 1858, sau khi có tin Đức Mẹ hiện ra với cô Bernadette Soubirous trong 1 hang đá nhỏ tên là Massabielle bên bờ sông Pau chảy qua thành phố, thì Lourdes trở thành một trong các trung tâm hành hương của tín hữu Công giáo khắp thế giới. Hàng năm có khoảng hơn 5 triệu khách hành hương tới Lourdes, trong đó có khoảng 60.000 bệnh nhân và người tàn tật đến cầu nguyện, xin phép lạ chữa bệnh. Riêng năm 2008 - kỷ niệm 150 năm Đức Mẹ hiện ra - người ta ước tính khoảng 10 triệu khách hành hương tới đây cùng với Giáo hoàng Biển Đức XVI.

## Địa lý
Lourdes nằm ở chân dãy núi Pyrénées, thuộc khu vực kinh tuyến gốc (số 0), trong vùng Bigorre lịch sử, phía tây nam Tarbes. Thành phố nằm trên khu vực dốc đá, ở độ cao trung bình 420 m, có dòng sông Pau chảy qua từ đầu nguồn Gavarnie. Quanh thành phố có 3 ngọn núi cao khoảng 1.000 m là "Béout", "Petit Jer" và "Grand Jer". Có thể tới ngọn Grand Jer bằng xe lửa chạy trên đường sắt leo núi, còn ngọn Béout thì phải đi bằng thùng dây cáp treo.

## Lịch sử

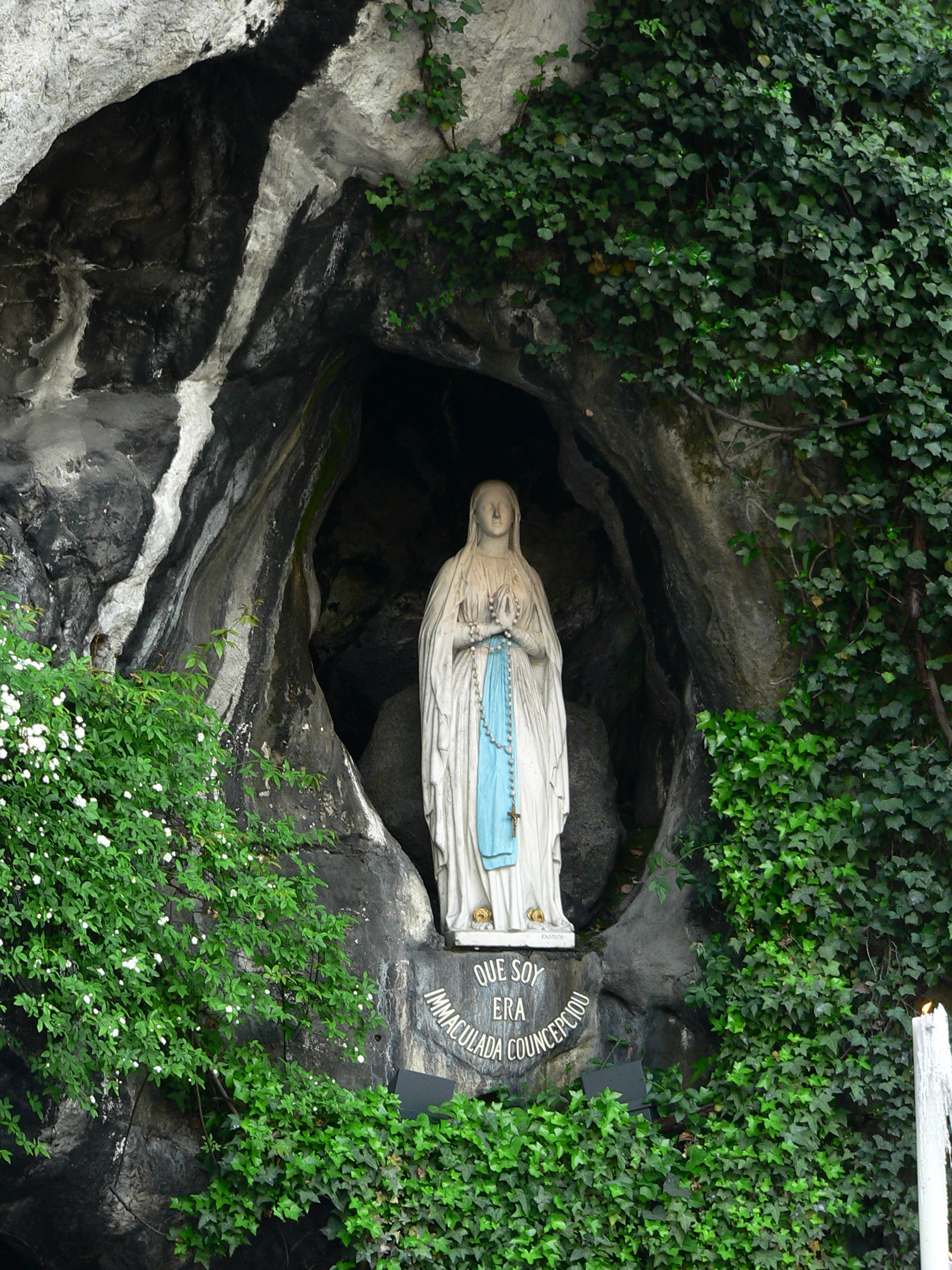
Tượng Đức Mẹ Lourdes trong hang đá

Do vị trí thuận lợi nằm giữa nhiều thung lũng, vùng Lourdes đã có người cư ngụ từ rất sớm. Người ta đã khai quật được các dụng cụ, đồ trang sức, các mảnh sành và các mộ phần ở Espeluges và trong các hang động Arrouza thuộc (thời đại đồ đá mới và thời đại đồ đồng). Công sự của lâu pháo đài ở Lourdes dường như đã có từ thế kỷ 1 trước CN. Các dứng tường (pans de murailles) kiểu La mã đã được Công binh Pháp khám phá ở lâu pháo đài này trong thế kỷ 19. Giữa năm 1904 và 1907, khi phá nhà thờ giáo xứ mang tên thánh Phêrô cũ, người ta cũng khám phá ra cấu trúc phần nền của 1 ngôi đền dâng cúng cho Thủy thần (Tutelles) với các mảnh sành và 3 bàn thờ dưới nền hậu cung của nhà thờ.Đền thờ này được thay thế bởi 1 nhà thờ Kitô giáo cổ (thế kỷ thứ 5) bị hỏa hoạn thiêu rụi, bằng chứng là các vật đã bị vôi hóa được tìm thấy.
Theo truyền thuyết, tên Lourdes có từ thời vua Charlemage (742-814). Một người Sarrasin (người Hồi giáo thời cổ) tên Mirat đã chiếm thành phố này và cố thủ. Năm 778 quân đội của Charlemagne bao vây thành phố. Tình cờ có 1 chim đại bàng ngậm một con cá hồi nước ngọt mang đến cho các người Hồi giáo, các người này liền mang con cá tới cho Charlemagne để làm cho ông ta tin rằng họ có đủ lương thực để cố thủ, chống vây hãm. Thấy khó chiếm được thành phố và theo gợi ý của giám mục Turpin, cai quản giáo phận Puy-en-Velay, nhà vua đề nghị cho phép Mirat giữ thành phố, nhưng phải cải sang đạo Công giáo. Mirat chấp nhận, đem vũ khí tới bỏ dưới chân tượng Đức Nữ Trinh đen ở Puy-en-Velay và chịu rửa tội, mang tên rửa tội là "Lorus", sau này trở thành Lorda (phương ngữ Gascon) tức Lourdes.

## Từ thời trung cổ tới thế kỷ 19

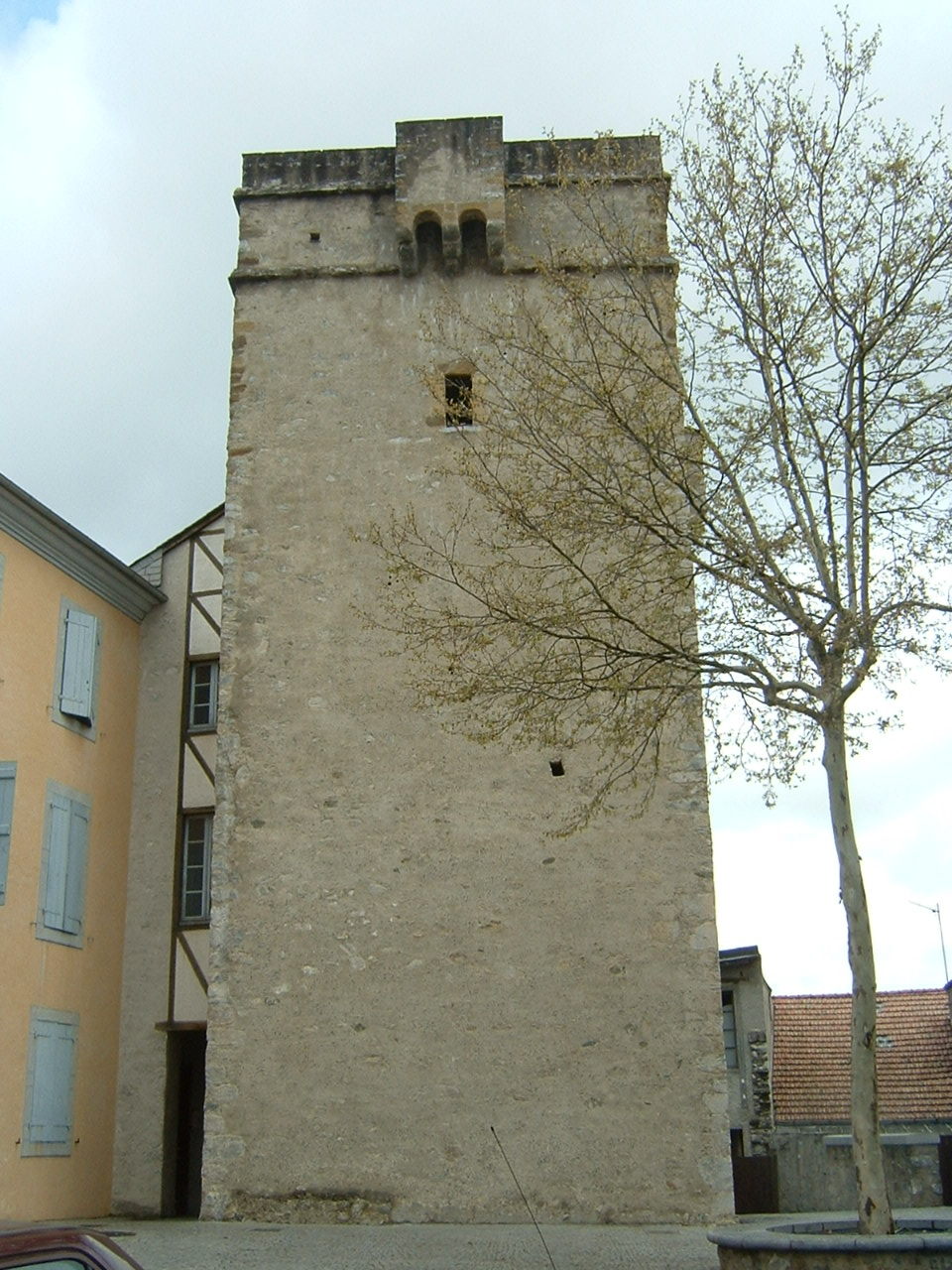
Tháp Garnavie

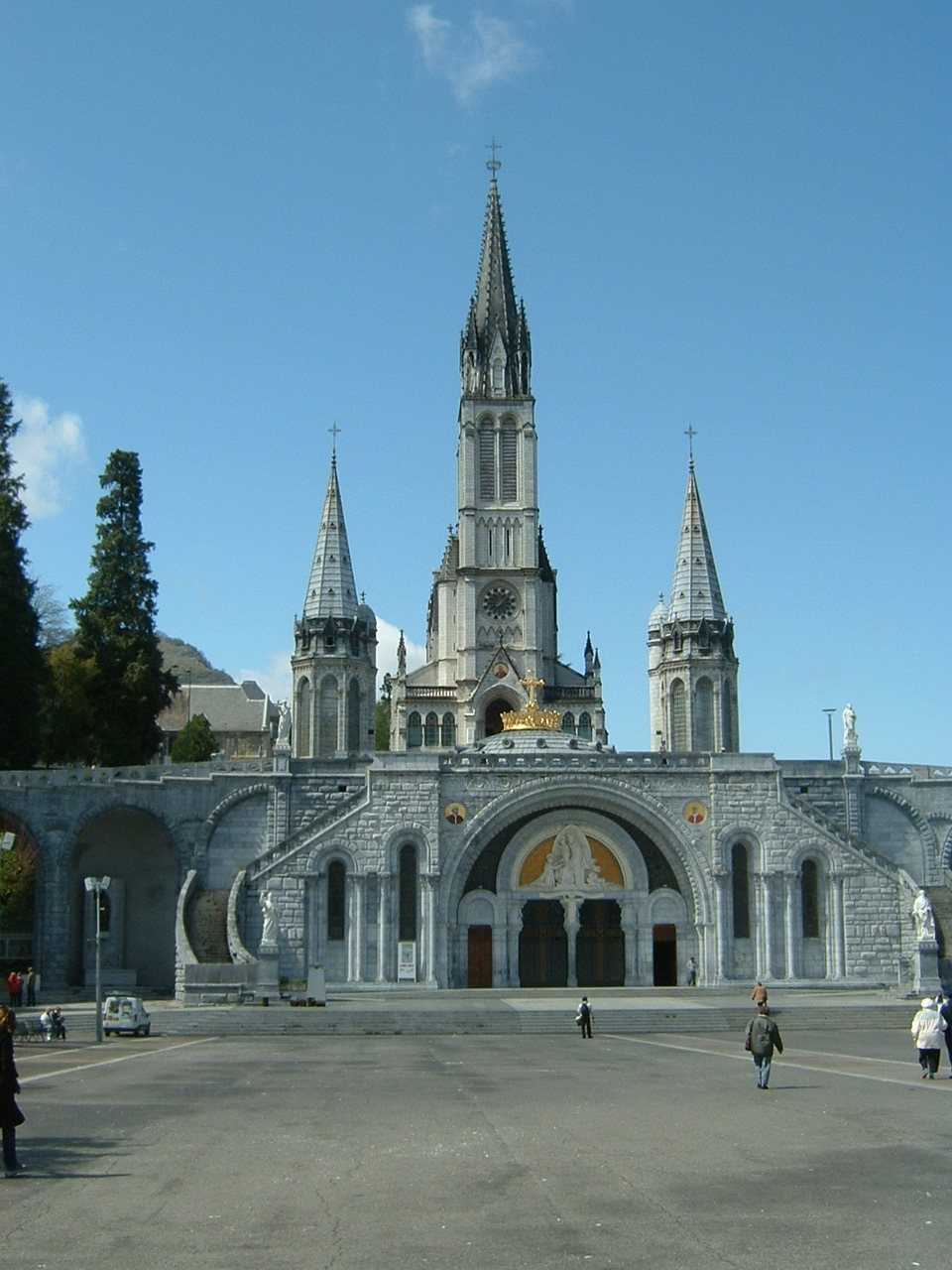
Vương cung thánh đường Đúc Mẹ Vô nhiễm

Thời Trung cổ Lourdes và lâu pháo đài của nó là trụ sở của bá tước Bigorre. Cùng với cuộc Thập tự chinh Albigeois (1208-1249), lâu pháo đài Lourdes được coi là điểm then chốt của tỉnh, bị nhiều phe tranh giành. Nó rơi vào tay bá tước Champagne, cũng là vua Navarre (khoảng đầu thế kỷ 13), sau đó vào tay vua Pháp Philippe IV (Philippe le Bel), rồi sau năm 1360 lại rơi vào tay người Anh trong cuộc Chiến tranh 100 năm cho tới đầu thế kỷ thứ 15. Trong Chiến tranh 100 năm, Pierre Arnaud de Béarn giữ lâu pháo đài cùng với toàn vùng Bigorre và Lavedan cho vua Anh. Sau năm 1374, người em Jean de Béarn thay thế, nhưng lãnh thổ bị thu hẹp lại trong vùng núi mà thôi, tới tháng 10/1407 thì lâu pháo đài Lourdes rơi vào tay vua Pháp. Thời trung cổ, thành phố mở về phía tây của lâu pháo đài và được xây tường bao quanh (nay chỉ còn lại tháp Garnavie). Thế kỷ 13, Lourdes có khoảng 150 hộ gia đình và sang đầu thế kỷ 15 thì có 243 hộ.
Thế kỷ 16 và 17 Lourdes trải qua nhiều cuộc khủng hoảng. Nhà thờ giáo xứ và tu viện Saint-Pé-de-Bigorre gần đấy bị phá hủy trong cuộc Chiến tranh tôn giáo (giữa Công giáo và Tin Lành). Tới thế kỷ 18, mặc dù nạn đói và các trận dịch, dân số lại tăng. Năm 1696 có 2.315 dân. Từ năm 1730 tới 1772 thêm 1.189 dân. Năm 1755, dân số gồm khoảng 40% là nông dân, 40% là thợ thủ công (chủ yếu ngành dệt), 8,5% là thợ làm đá và khoảng 13% làm dịch vụ (buôn bán vv...).Tuy nhiên tới đầu cuộc Cách mạng Pháp (1789) thì dân số lại giảm, chỉ còn khoảng 2.300 người

## Từ thế kỷ 19 tới nay

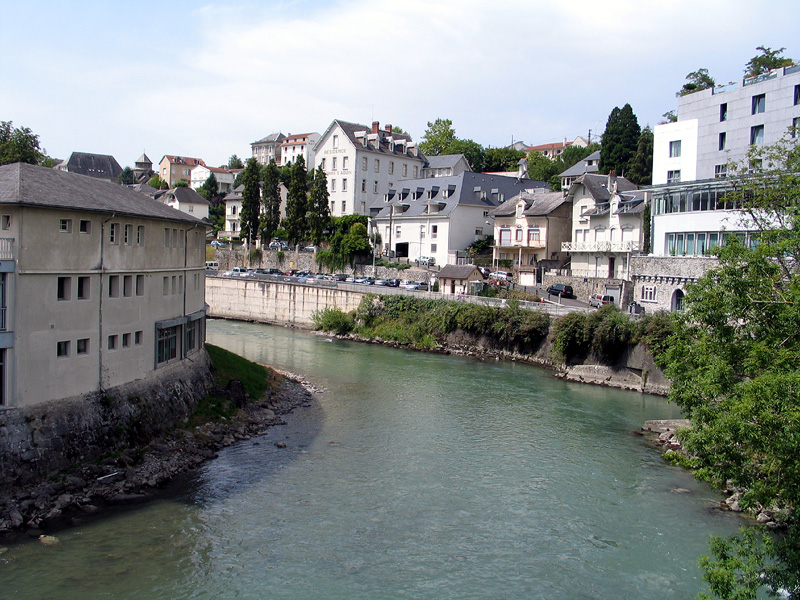
Sông Pau, ở Lourdes

Nửa đầu thế kỷ 19, Lourdes là xã nông nghiệp, khiêm tốn, với khoảng 4.000 dân, phần lớn dân nuôi heo. Cuộc sống êm đềm buồn tẻ. Ngày 11.2.1858, cô gái 14 tuổi Bernadette Soubrirous loan báo tin mình đã gặp 1 phụ nữ lạ, xuất hiện tại hang đá nhỏ Massabielle bên bờ sông Pau, phía tây thành phố, xưng mình là Đấng Vô nhiễm nguyên tội, sau đó còn xuất hiện với cô 17 lần nữa. Dân chúng trong thành phố và các vùng phụ cận đều đổ xô tới hang đá cầu nguyện. Chính quyền phải tạm cấm bằng cách đặt hàng rào gỗ chắn lối vào hang, nhưng đầu tháng 10/1858 phải gỡ bỏ hàng rào chắn vì áp lực của dân chúng và sự can thiệp của "Eugénie de Montijo, vợ của Napoléon III, một người công giáo nhiệt thành. Năm 1862, giám mục Laurence, cai quản giáo phận Tarbes nhìn nhận việc Đức Mẹ hiện ra với Bernadette. Cùng năm, bắt đầu xây các thánh đường mới. Ngôi nhà nguyện đầu tiên được thay bằng vương cung thánh đường Đức Mẹ Mân Côi, bên trên thánh đường này là vương cung thánh đường Đức Mẹ Vô Nhiễm. Thánh đường thứ ba mang tên Vương cung thánh đường thánh Pius X được xây dưới lòng đất (thấp hơn mức sông Pau), toàn bằng bêtông cốt thép, dài 200 m, rộng 80 m, ở giữa cao 10 m, chứa được trên 20.000 người, do kiến trúc sư Pierre Vago thiết kế và kỹ sư Eugène Freyssinet thực hiện, đã được khánh thành ngày 25.3.1958.
Một phần thành phố giữa sông Pau, các thánh đường và lâu pháo đài được Giáo hội đặt tên là thành Thánh Mẫu (cité mariale). Hội đồng thành phố, dưới áp lực tôn giáo, phải mở rộng các đường phố và mở 1 đại lộ tới hang đá (từ 1879 - 1881). Các khách sạn và các tiệm mọc lên như nấm để đón các khách hành hương.
Người ta ước lượng đã có hơn 200 triệu lượt người tới hành hương từ năm 1860 , và Giáo hội Công giáo Roma đã chính thức công nhận 67 trường hợp được chữa lành bệnh nhờ phép lạ ở Lourdes.
Ngày nay Lourdes là một trong các trung tâm hành hương lớn của người công giáo khắp 5 châu. Cố giáo hoàng Gioan Phaolô II đã tới đây 2 lần vào ngày 15.8.1983 và 14-15.8.2004 và đương kim Giáo hoàng Biển Đức XVI cũng sẽ tới hành hương trong tháng 9/2008, nhân kỷ niệm 150 năm Đức Mẹ hiện ra.

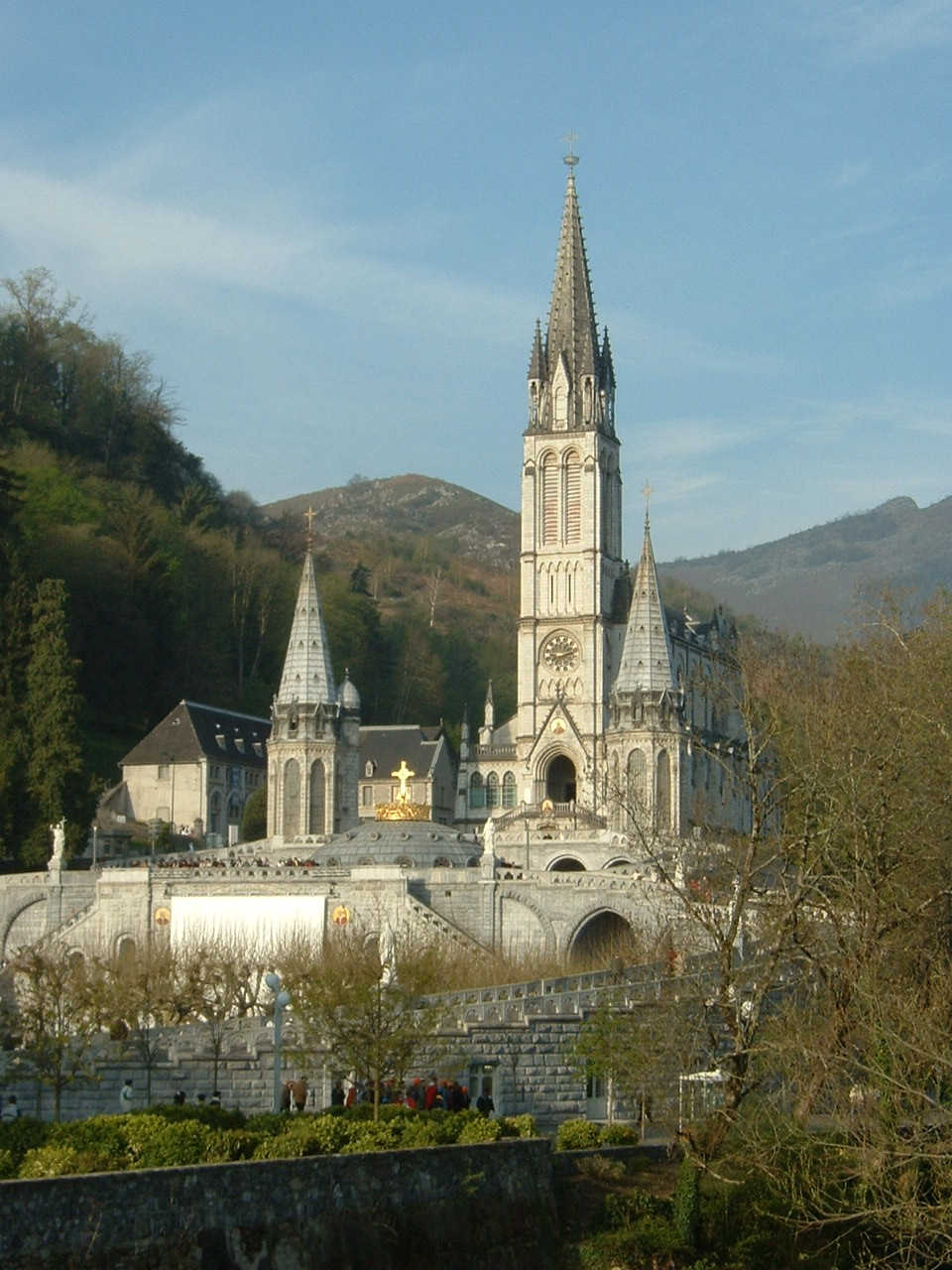
Cảnh tổng quát các thánh đường

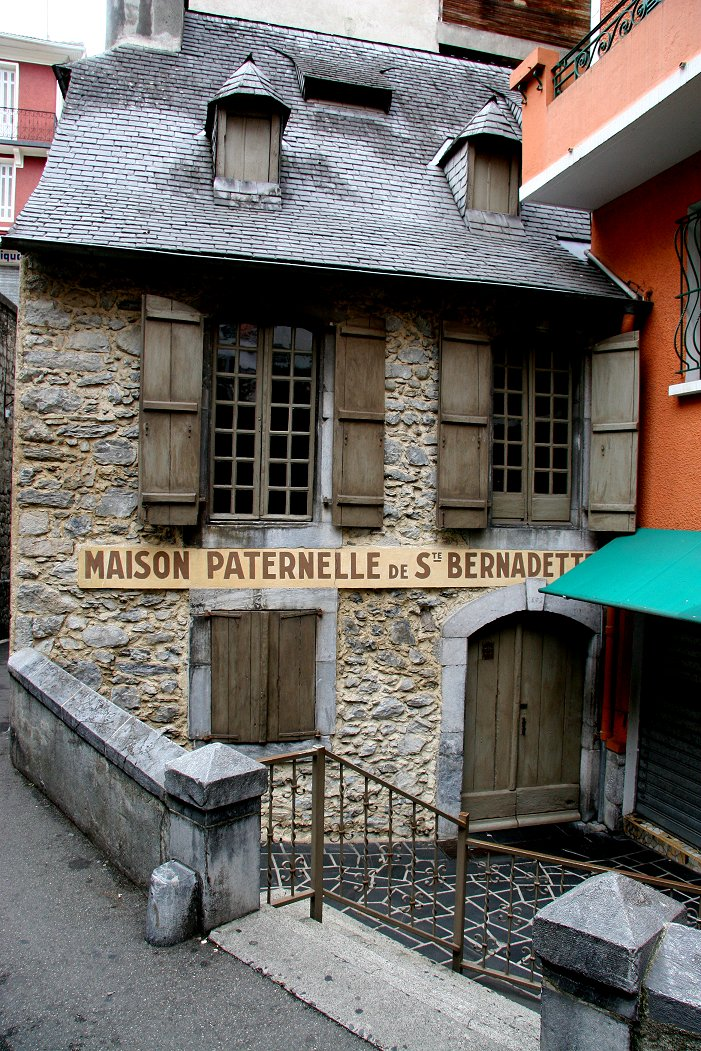
Nhà của cha mẹ Bernadette (nay là nhà bảo tàng

## Kinh tế
Ngày nay, Lourdes có khoảng 15.000 cư dân, sống chủ yếu bằng việc kinh doanh du lịch nhờ các khách hành hương. Với khoảng 230 khách sạn, Lourdes là thành phố có nhiều khách sạn thứ 3 trong nước Pháp (sau Paris và Nice). Các tiệm ăn, tiêm bán hàng lưu niệm cùng các dịch vụ khác mọc lên khắp thành phố. 

## Hành chính
Danh sách các thị trưởng Lourdes từ Cách mạng Pháp (1789):
| Danh sách thị trưởng liên tục          |           |                        |      |                     |
| Giai đoạn                              | Giai đoạn | Tên                    | Đảng | Tư cách             |
| 24 tháng 3                             | 2014      | Jean-Pierre Artiganave | UMP  | Thương gia          |
| 24 tháng 3                             | 2000      | Philippe Douste-Blazy  | UDF  | Thầy thuốc khoa tim |
| 14                                     | mars 1989 | François Abadie        | PRG  | Thợ cơ khí ô tô     |
| 14                                     |           | Justin Lacaze          |      |                     |
| 12                                     |           | Noël Viron             |      |                     |
| 30                                     | 23 (chết) | Antoine Beguere        |      |                     |
| 24 tháng 3                             | 11 (chết) | Georges Dupierris      |      | Ancien nhà giáo     |
| 24 tháng 3                             |           | Albert Borde           |      |                     |
| 24 tháng 3                             |           | Auguste Brenjot        |      |                     |
| 24 tháng 3                             |           | Lucien Gazagbe         |      |                     |
| 24 tháng 3                             |           | Lucien Latapie         |      |                     |
| 24 tháng 3                             |           | Justin Lacaze          |      |                     |
|                                        |           |                        |      |                     |
|                                        |           |                        |      |                     |
| 1794                                   |           | Dufo                   |      |                     |
| 1790                                   |           | Normande               |      |                     |
| 1789                                   |           | Abadie                 |      |                     |
| Tất cả các dữ liệu trước đây không rõ. |           |                        |      |                     |

## Dân số
| 1962   | 1968   | 1975   | 1982   | 1990   | 1999   |
| ------ | ------ | ------ | ------ | ------ | ------ |
| 16 023 | 17 939 | 17 870 | 17 425 | 16 300 | 15 203 |

## Các thành phố kết nghĩa
- Altötting (Đức)
- Fátima (Bồ Đào Nha)
- Mariazell (Áo)